# Trifko Grabež

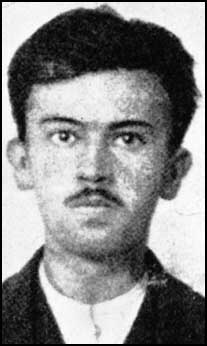
Trifko Grabež

Trifun "Trifko" Grabež (28 de junio de 1895 - 21 de octubre de 1916) fue un serbobosnio miembro de la organización revolucionaria Joven Bosnia, implicada en el asesinato del archiduque Francisco Fernando de Austria.

## Biografía
Nació el 28 de junio de 1895 en Pale, una pequeña ciudad al este de Bosnia-Herzegovina. Su padre era un sacerdote serbio ortodoxo. A los 17 años fue expulsado de la escuela por golpear a uno de sus maestros. Abandonó su casa y se trasladó a Belgrado que era en ese momento la capital del Reino de Serbia. Ya como estudiante en Bosnia y Herzegovina, se afilió como miembro de la Joven Bosnia, una organización juvenil de estudiantes que fue creada y operada dentro del movimiento anti-austrohúngaro cuyo objetivo era la liberación nacional de todos los eslavos del sur. Otras corrientes dentro de la Joven Bosnia proponían una unión entre Bosnia-Herzegovina y Serbia.

## Atentado de Sarajevo
Cuando en junio de 1914 se anunció la visita del archiduque Francisco Fernando de Austria, heredero del trono austrohúngaro a Sarajevo, estuvieron implicados en el magnicidio seis estudiantes de la Joven Bosnia (Grabež, Nedeljko Čabrinović , Vaso Čubrilović , Cvjetko Popović , Muhamed Mehmedbašić y Gavrilo Princip). Danilo Ilic a cada uno le dio una pistola o una bomba y una cápsula de cianuro. Fueron instruidos para suicidarse después de cometer en atentado, para que no confesaran en caso de ser detenidos.
Grabež, Nedjelko Čabrinović y Gavrilo Princip, tenían tuberculosis y sabían que no vivirían mucho y los otros odiaban al archiduque, por lo que estaban dispuestos a dar su vida por lo que creían una causa justa, que Bosnia-Herzegovina se independizara del Imperio Austrohúngaro.
El domingo 28 de junio Francisco Fernando y su esposa Sofía Chotek llegaron a Sarajevo. Una comitiva les estaba esperando para llevarlos al ayuntamiento para la recepción oficial. La comitiva formada por varios coches comenzó su recorrido, los coches iban descapotados para permitir a la multitud ver a sus ocupantes. Los siete miembros del comando están colocados a lo largo del recorrido. Durante el trayecto, Gavrilo Princip, logró matar al archiduque y su esposa. Grabež, que no llegó a usar sus armas, y sus compañeros, a excepción de Mehmedbašić que huyó a Montenegro, fueron detenidos al momento por la policía. Acusados de traición y asesinato fueron condenados a veinte años de prisión, se libraron de la pena de muerte al ser menores de edad.

## Muerte
Trifko Grabež, murió de tuberculosis el 21 de octubre de 1916 a los 21 años en la prisión de Terezin